# Tetragnatha paraguayensis
Tetragnatha paraguayensis este o specie de păianjeni din genul Tetragnatha, familia Tetragnathidae. A fost descrisă pentru prima dată de Mello-leitao, 1939.
Este endemică în Paraguay. Conform Catalogue of Life specia Tetragnatha paraguayensis nu are subspecii cunoscute.